# Trifolium ligusticum
Trifolium ligusticum är en ärtväxtart som beskrevs av Jean Loiseleur-Deslongchamps. Trifolium ligusticum ingår i släktet klövrar, och familjen ärtväxter. Inga underarter finns listade i Catalogue of Life.